# Neumann Mária
Neumann Mária (Lugos, 1905. június 23. – Temesvár, 2003. augusztus 28.) romániai matematikus, Bolyai-kutató.

## Életpályája
Középiskolai tanulmányait szülővárosa állami főgimnáziumában végezte, a temesvári Piarista Főgimnáziumban érettségizett 1923-ban. 1930-ban végzett a kolozsvári I. Ferdinánd Tudományegyetem matematika karán. 1933–1949 között líceumi tanár, 1949–1952 között a temesvári Pedagógiai Főiskola oktatója.
1962-től 1971-es nyugdíjazásáig a temesvári egyetem docense. 1968-ban doktorált.
Kutatási területe a nemeuklidészi geometriák.

## Munkáiból
- Neumann Mária, Salló Ervin, Toró Tibor. A semmiből egy új világot teremtettem. Facla Könyvkiadó, Temesvár, 1974.
- Egyed Péter, Mandics György, Neumann Mária, Salló Ervin, Modell és valóság, Facla Könyvkiadó, Temesvár, 1982.
- M. Huschitt, A. Ioanoviciu, N. Mihăileanu, M. Neumann, P. Stanciu, E. Visa Culegere de probleme de geometrie sistematică şi proiectivă, Editura Didactică şi Pedagogică, Bucureşti, 1971.